# Route départementale 42 (Finistère)
Pour les articles homonymes, voir Route départementale 42.
 (juin 2018).
Si vous disposez d'ouvrages ou d'articles de référence ou si vous connaissez des sites web de qualité traitant du thème abordé ici, merci de compléter l'article en donnant les références utiles à sa vérifiabilité et en les liant à la section « Notes et références ».
La D 42, ou route des Monts-d'Arrée, est une route départementale qui relie Le Faou dans le Finistère à Plestin-les-Grèves dans les Côtes-d'Armor en passant par les Monts-d'Arrée. C'est un axe à caractère locale qui est étroite sur les deux-tiers du trajet.

## Trajet de la D 42
- Carrefour giratoire entre D 770 (Pont-de-Buis-lès-Quimerc'h) et D 791 (Crozon par le Pont de Térénez) au Faou
- Échangeur entre N 165 et D 42 : échangeur de Kiella
- Rumengol, commune du Faou
- Forêt du Cranou
- Saint-Rivoal
- Tronçon commun avec la D 785 (axe Morlaix-Quimper) au pied du Ménez Kador
- Botmeur
- La Feuillée
- Berrien
- Scrignac
- Guerlesquin
- Échangeur entre N 12 et D 42 à Plouégat-Moysan
- passage du département du Finistère à celui des Côtes-d'Armor
- Trémel
- Plestin-les-Grèves
- Corniche de l'Armorique, commune de Plestin-les-Grèves
- Retour à Plestin-les-Grèves

## Antennes de la D 42
- D 42a

La D 42a est une courte antenne reliant la D 42 dans la forêt du Cranou au lieu-dit Traon Rivin dans la commune de Pont-de-Buis-lès-Quimerc'h. Elle rejoint ensuite en voie communale la D 21 et la D 770 à Quimerc'h. 
- D 142

La D 142 dans le Finistère relie la D 42 à la sortie de Guerlesquin dans le Finistère à Plounérin dans les Côtes-d'Armor par la D 56, tandis que dans les Côtes-d'Armor, elle relie la D 42 à la Corniche de l'Armorique à la D 64 en direction de Locquirec.
- D 242

La D 242 dans le Finistère est une courte antenne reliant la D 42 finistérienne à Guerlesquin à la D 42 costarmoricaine à Plougras. Cette dernière la prolonge vers Lohuec et Calanhel à proximité de Callac.
- D 342

La D 342 relie la D 42 à proximité de la forêt du Cranou à Sizun en passant par Ménez-Meur et à proximité de Saint-Cadou.